# Foreningen af Kommuner i Københavns Amt
Foreningen af Kommuner i Københavns Amt, forkortet FKKA, var en forening for kommuner i Københavns Amt. Foreningen, der fungerede som overenskomstpart for arbejdsgiversiden, omfattede desuden Hørsholm, Birkerød og Farum kommuner.  FKKA blev nedlagt pr. 31. december 2006.